# Чернево (Комаричский район)
Чернево — деревня в Комаричском районе Брянской области России. Входит в состав Лопандинского сельского поселения.

## География
Деревня находится в юго-восточной части Брянской области, в зоне хвойно-широколиственных лесов, на левом берегу реки Неруссы, на расстоянии примерно 10 километров (по прямой) к северо-востоку от посёлка городского типа Комаричи, административного центра района. По восточной окраине деревни проходит граница с Дмитровским районом Орловской области, сразу за которой расположена деревня Воронино Дмитровского района. Абсолютная высота — 183 метра над уровнем моря.
Климат
Климат характеризуется как умеренно континентальный, с умеренно холодной зимой и тёплым летом. Среднегодовая многолетняя температура воздуха составляет 4,7 — 6,3 °С. Средняя температура воздуха самого тёплого месяца (июля) — 18,4 °C (абсолютный максимум — 35,8 °C); самого холодного (января) — −8,5 °C (абсолютный минимум — −38,5 °C). Вегетационный период (со среднесуточной температурой воздуха выше 5 °C) длится в среднем 180—190 дней. Среднегодовое количество атмосферных осадков составляет 670 мм, из которых большая часть выпадает в тёплый период. Снежный покров держится в течение 125 дней.
Часовой пояс
Деревня Чернево, как и вся Брянская область, находится в часовой зоне МСК (московское время). Смещение применяемого времени относительно UTC составляет +3:00.

## История
В 1861—1924 годах деревня входила в состав Радогощской волости Севского уезда.
В 1897 году в Чернево проживало 493 человека (234 мужчины и 259 женщин); всё население исповедовало православие.
В начале 1920-х годов недолгое время существовал Черневский сельсовет. В 1926 году Чернево числилось уже в Радогощском сельсовете, в составе которого находилось до его упразднения в 2010 году. С 2010 года входит в состав Лопандинского сельского поселения.

## Население
| 1897 | 1979 | 2002 | 2010 | 2013 |
| ---- | ---- | ---- | ---- | ---- |
| 493  | ↘420 | ↘182 | ↘159 | ↘151 |

Национальный состав
Согласно результатам переписи 2002 года, в национальной структуре населения русские составляли 97 % из 182 чел.